# Ajmonia aurita
Ajmonia aurita är en spindelart som beskrevs av Song och Lu 1985. Ajmonia aurita ingår i släktet Ajmonia och familjen kardarspindlar. Inga underarter finns listade i Catalogue of Life.